# József Zvara
József Zvara (ur. 17 sierpnia 1966 w Vácu) – były węgierski piłkarz, grający na pozycji pomocnika. Zdobywca tytułu Mistrza Europy U-18 w 1984 roku. Przez większość kariery związany z Vasasem Budapeszt, dla którego rozegrał 185 ligowych meczów. Dwukrotny reprezentant Węgier (wystąpił w towarzyskich meczach z Katarem w 1992 roku).